# Saint-Georges-d'Hurtières
Saint-Georges-d'Hurtières (in italiano, desueto: San Giorgio d'Hurtières) è un comune francese di 290 abitanti situato nel dipartimento della Savoia della regione del Rodano-Alpi.
Il 7 novembre 2013 ha cambiato nome da Saint-Georges-des-Hurtières a Saint-Georges-d'Hurtières.

## Società

### Evoluzione demografica
Abitanti censiti